# 24-Stunden-Rennen von Le Mans 1955

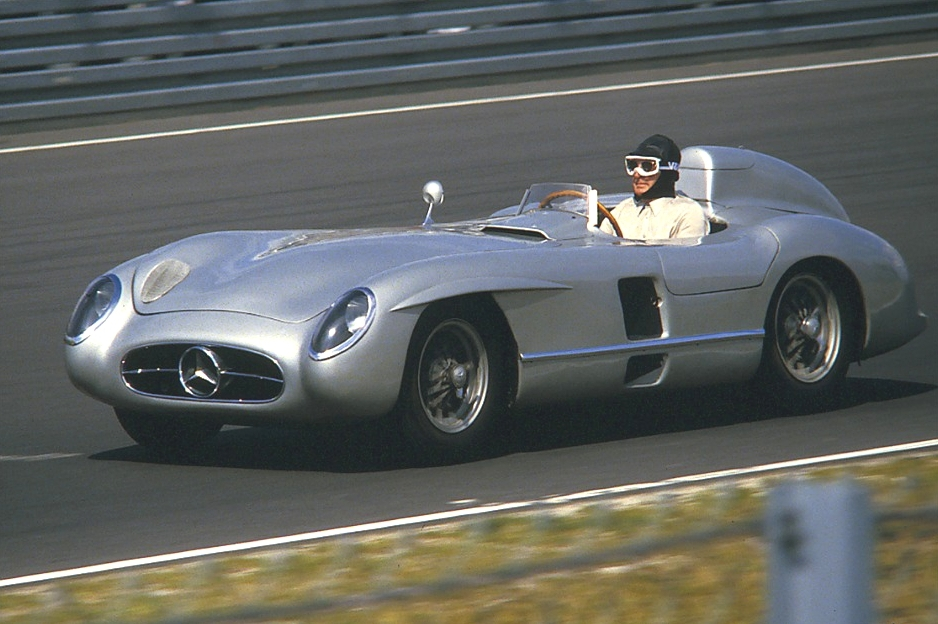
Ein Mercedes-Benz 300 SLR, hier bei einer Oldtimerveranstaltung 1986. Bei diesem Fahrzeug fehlt allerdings die in Le Mans verwendete Luftbremse

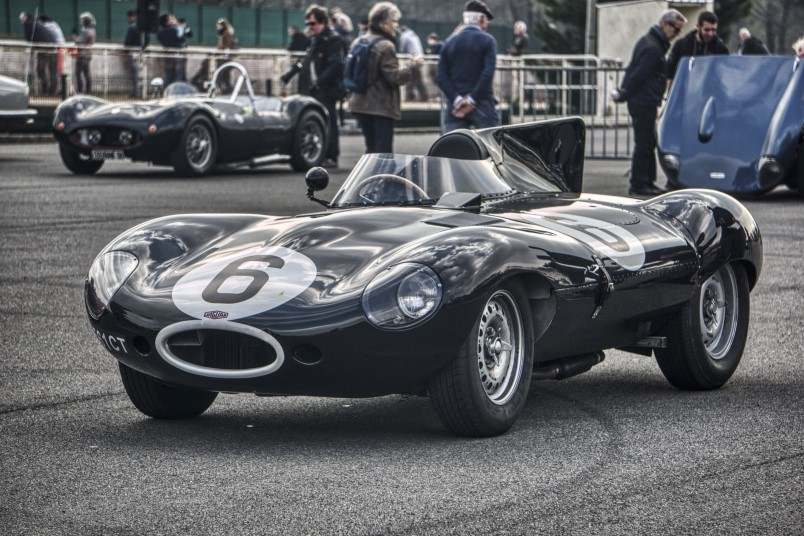
Jaguar D-Type, Siegerwagen von Mike Hawthorn und Ivor Bueb

Der Ablauf des Unfalls als Skizze. Grün: der Jaguar von Mike Hawthorn; Blau: der Austin-Healey von Lance Macklin; Grau, Startnummer 20: der Mercedes-Benz von Pierre Levegh; Grau, Startnummer 19: Der Mercedes-Benz von Juan Manuel Fangio

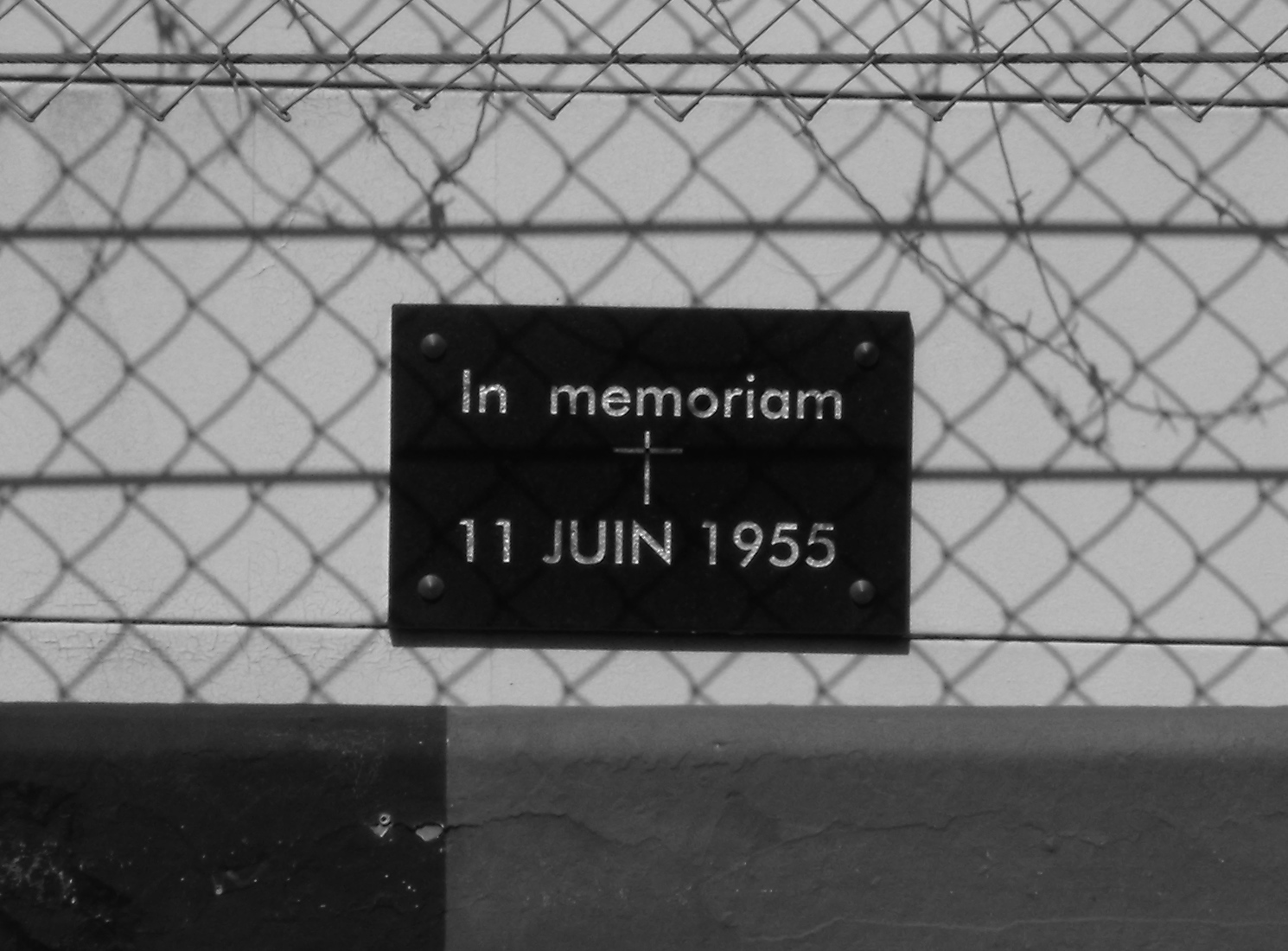
Die Plakette, die an die Toten des Unfalls erinnert. Heute ist diese am Sicherheitszaun, der die Tribünen von der Strecke trennt, montiert

Das 23. 24-Stunden-Rennen von Le Mans, der 23e Grand Prix d’Endurance les 24 Heures du Mans, auch 24 Heures du Mans, Circuit de la Sarthe, Le Mans, fand vom 11. bis 12. Juni 1955 auf dem Circuit des 24 Heures statt.
Das 24-Stunden-Rennen von Le Mans 1955 ist heute weit über die Grenzen des Motorsports als die größte Katastrophe in der Geschichte des internationalen Motorsports bekannt. In der Folge einer Kollision zweier Fahrzeuge vor den Boxenanlagen starben der französische Rennfahrer Pierre Levegh und 83 Zuschauer.

## Vor dem Rennen
Die Werksmannschaft von Mercedes-Benz hatte 1952 das 24-Stunden-Rennen gewonnen, war der Veranstaltung dann aber drei Jahre ferngeblieben. Der Gesamtsieg, den drei Jahre davor Hermann Lang und Fritz Riess herausgefahren hatten, war in Frankreich extrem unpopulär gewesen. Nur sieben Jahre nach dem Ende des Zweiten Weltkriegs herrschte bei der Siegerehrung der beiden deutschen Teams ungewöhnliche Stille unter den vielen Zuschauern. 1952 waren nur deutsche Piloten für Mercedes aktiv, ein Umstand, der in der Chefetage von Daimler-Benz nach dem Rennen auf einige Kritik stieß. 1955 wollte Mercedes-Rennleiter Alfred Neubauer dem entgegenwirken und dafür französische Fahrer engagieren.
Die Wahl von Alfred Neubauer fiel auf Pierre Levegh. Levegh, 1955 bereits 50 Jahre alt, war der Protagonist des 1952er-Rennens gewesen. Fast 23 Stunden alleine fahrend, hatte der Franzose bereits 7 Runden Vorsprung auf die beiden Mercedes, als er mit einem Motorschaden vor der Mulsanne ausrollte. Erst dieser Ausfall hatte den Sieg des deutschen Teams möglich gemacht. Als Partner von Levegh verpflichtete Neubauer den US-Amerikaner John Fitch, der 1951 als Werksfahrer von Briggs Cunningham erstmals nach Le Mans kam und 1953 mit Partner Phil Walters Dritter in der Gesamtwertung wurde. Den zweiten Mercedes-Benz 300 SLR teilten sich die beiden Formel-1-Piloten Juan Manuel Fangio und Stirling Moss. Im dritten Wagen saß ein weiterer Franzose. André Simon teilte sich diesen Wagen mit Karl Kling. Mercedes hatte schon 1952 mit einer Luftbremse experimentiert. Eine Klappe, die vom Piloten bedient werden konnte, um den Bremsvorgang zu verbessern. 1952 wurde dieses Konzept auf den Coupés montiert, aber im Rennen wieder verworfen. 1955 kamen diese Klappen bei den offenen Sportwagen zum Einsatz.
Der größte Konkurrent, Jaguar, vertraute bei den D-Types auf ein anderes Konzept. Bei allen drei Werkswagen, die von Mike Hawthorn, Ivor Bueb, Tony Rolt, Duncan Hamilton, Don Beauman und Norman Dewis gefahren wurden, waren Scheibenbremsen montiert.
Ferrari brachte drei Sechszylinder-121LM an die Sarthe. Die 330 PS starken, sehr schnellen, aber wenig zuverlässigen Fahrzeuge wurden von Maurice Trintignant, Harry Schell, Phil Hill, Umberto Maglioli, Eugenio Castellotti und Paolo Marzotto pilotiert. Bei Aston Martin vertraute man auf die DB3S und bei Porsche auf die Porsche 550.
Da der Automobile Club de l’Ouest 60 Fahrzeuge für das Rennen zuließ, gab es bei den Spitzenteams Befürchtungen, dass es durch die Geschwindigkeitsunterschiede der unterschiedlichen Fahrzeuge zu Problemen auf der Strecke kommen könnte.

## Unfälle im Training
Schon im Training am Mittwoch vor dem Rennen kam es zu einem schweren Unfall. Stirling Moss kollidierte bei der Wegfahrt aus den Boxen mit einem kleinen DB HBR und schob diesen in die Maserati-Box. Dabei wurde der französische Maserati-Pilot Jean Behra an den Beinen verletzt und konnte nicht am Rennen teilnehmen. Auch zwei Journalisten wurden umgestoßen und leicht verletzt. Am Freitag hatte dann Élie Bayol einen schweren Unfall, wobei er sich schwere Kopfverletzungen zuzog, von denen er zwar wieder genesen konnte, die aber letztlich mit ein Auslöser für seinen Rücktritt ein Jahr später waren.

## Das Rennen
Von Beginn an wurde das Rennen von den Spitzenwagen in hohem Tempo bestritten. Eugenio Castellotti übernahm die Führung. Hinter dem Italiener lieferten sich die Mercedes- und Jaguar-Piloten einen harten Kampf um die Plätze. Nach dem Ausfall des Ferrari rangelten die beiden Mercedes-Fahrer Fangio und Levegh mit dem Jaguar von Mike Hawthorn um die Führung, als es um 18 Uhr 30 zur Katastrophe kam.

### Der Le-Mans-Unfall
Vor Hawthorn fuhr der Brite Lance Macklin in einem Austin-Healey 100. Aus nie ganz geklärtem Grund bog Hawthorn, knapp nachdem er Macklin überholt hatte, in die Box ab. Damals waren die Boxen nur durch einen weißen Strich auf der Straße vom Rest der Strecke getrennt, und immer wieder kam es vor, dass Piloten extrem spät zu ihren Boxen abbogen. Als Hawthorn hart abbremste, musste Macklin ausweichen, um nicht aufzufahren, und zog seinen Wagen nach links. Dabei übersah er den hinter Hawthorn fahrenden Levegh, und die Katastrophe nahm ihren Lauf: Der Mercedes fuhr mit enormem Geschwindigkeitsüberschuss auf den Austin auf und stieg auf dessen flachem Heckteil wie auf einer Rampe auf. Nur ein Erdwall mit einer Hecke trennte damals die Haupttribünen von der Strecke. Der Mercedes schlug hart auf dem Wall auf und brach auseinander. Motorhaube und Frontachse brachen sofort weg und flogen in die Zuschauer. Als der Wagen auf dem Wall weiter rutschte, riss der Benzintank auf, und der Motorblock löste sich vom Chassis. Der Wagenrest ging in Flammen auf. Brennende Teile fielen in die Zuschauer. Viele von ihnen wurden durch den Motorblock und die ebenso weggebrochene Luftbremse auf der Stelle getötet. Von den 81 Toten starben aber auch viele an furchtbaren Brandverletzungen. Levegh wurde aus dem Auto auf die Straße katapultiert und war bereits tot, als die ersten Rettungskräfte eintrafen.
Die Löschversuche der Streckenposten waren mangelhaft. Durch Wasser wurde der Brand der Speziallegierung erst recht angefacht. Allerdings hatten die Rettungskräfte keine Informationen über die speziellen Legierungen der Fahrzeuge.
Bis an sein Lebensende erzählte der fünffache Formel-1-Weltmeister Fangio, dass Levegh ihm durch ein Handzeichen das Leben rettete. Der Franzose hatte im Angesicht der drohenden Gefahr die Hand in die Höhe gerissen und Fangio konnte zwischen dem aufsteigenden Levegh und Macklin durchfahren, indem der den Wagen nach rechts lenkte und vor der Mercedes-Box anhielt. Der kreiselnde Austin schlug ebenfalls in die linke Begrenzung, fing jedoch kein Feuer. Macklin überlebte den Unfall fast unverletzt, sein Wrack tötete jedoch einen weiteren Zuschauer, der sehr nah an der Strecke stand.
Trotz der Katastrophe ging das Rennen in vollem Tempo weiter. Nur bei den Wracks gingen die Piloten vom Gas. Als immer mehr vom Unfall bekannt wurde, stand Charles Faroux, einer der Gründer des Rennens und Rennleiter, vor den Trümmern seines Lebenswerks. Schlussendlich traf er wahrscheinlich die richtige Entscheidung, als er beschloss, das Rennen weiter laufen zu lassen, um den Rettungskräften die ungehinderte Zu- und Abfahrt zu und von der Unfallstelle zu ermöglichen.
Knapp nach Mitternacht zog Mercedes-Rennleiter Neubauer, nach Rücksprache mit der Firmenleitung in Stuttgart, seine beiden verbleibenden Wagen vom Rennen zurück. Das Rennen gewann der in den Unfall verwickelte Mike Hawthorn mit Partner Ivor Bueb vor dem Aston-Martin-Duo Peter Collins und Paul Frère.

## Ergebnisse

### Piloten nach Nationen
| 48 Briten      | 25 Franzosen | 11 Italiener  | 9 US-Amerikaner | 6 Deutsche    |
| 4 Belgier      | 3 Schweizer  | 2 Argentinier | 2 Iren          | 1 Brasilianer |
| 1 Guatemalteke |              |               |                 |               |

### Schlussklassement
| Pos.            | Klasse | Nr. | Team                                | Fahrer                                          | Chassis                      | Motor                   | Reifen | Runden |
| --------------- | ------ | --- | ----------------------------------- | ----------------------------------------------- | ---------------------------- | ----------------------- | ------ | ------ |
| 1               | S 5.0  | 6   | Jaguar Cars Ltd.                    | Mike Hawthorn Ivor Bueb                         | Jaguar D-Type                | Jaguar 3.4L I6          | D      | 307    |
| 2               | S 3.0  | 23  | Aston Martin Ltd.                   | Peter Collins Paul Frère                        | Aston Martin DB3S            | Aston Martin 2.9L I6    | A      | 302    |
| 3               | S 5.0  | 10  | Ecurie Francorchamps                | Johnny Claes Jacques Swaters                    | Jaguar D-Type                | Jaguar 3.4L I6          | D      | 296    |
| 4               | S 1.5  | 37  | Porsche KG                          | Helmut Polensky Richard von Frankenberg         | Porsche 550/4 RS 1500 Spyder | Porsche 1.5L Flat-4     | D      | 284    |
| 5               | S 1.5  | 66  | Equipe Nationale Belge              | Wolfgang Seidel Olivier Gendebien               | Porsche 550/4 RS 1500 Spyder | Porsche 1.5L Flat-4     | D      | 276    |
| 6               | S 1.5  | 62  | Porsche KG                          | Helm Glöckler Jaroslav Juhan                    | Porsche 550/4 RS 1500 Spyder | Porsche 1.5L Flat-4     | D      | 273    |
| 7               | S 2.0  | 34  | Bristol Aeroplane Company           | Peter S. Wilson Jim Mayers                      | Bristol 450C Open            | Bristol 2.0L I6         | D      | 271    |
| 8               | S 2.0  | 33  | Bristol Aeroplane Company           | Mike Keen Tommy Line                            | Bristol 450C Open            | Bristol 2.0L I6         | D      | 270    |
| 9               | S 2.0  | 32  | Bristol Aeroplane Company           | Tommy Wisdom Jack Fairman                       | Bristol 450C Open            | Bristol 2.0L I6         | D      | 268    |
| 10              | S 2.0  | 35  | Automobiles Frazer Nash Ltd.        | Marcel Becquart Richard Stoop                   | Frazer Nash Sebring          | Bristol 2.0L I6         | D      | 260    |
| 11              | S 1.5  | 40  | Edgar Fronteras                     | Giulio Cabianca Roberto Sgorbati                | OSCA MT-4 1500               | OSCA 1.5L I4            | P      | 256    |
| 12              | S 1.5  | 41  | MG Cars Ltd.                        | Ken Miles Johnny Lockett                        | MG EX182                     | MG 1.5L I4              | D      | 249    |
| 13              | S 1.1  | 49  | Porsche KG                          | Auguste Veuillet Zora Arkus-Duntov              | Porsche 550/4 Spyder         | Porsche 1.1L I4         | D      | 245    |
| 14              | S 2.0  | 28  | Standard Triumph Motor Company Ltd. | Robert Dickson Ninian Sanderson                 | Triumph TR2                  | Triumph 2.0L I4         |        | 242    |
| 15              | S 2.0  | 29  | Standard Triumph Motor Company Ltd. | Ken Richardson Bert Hadley                      | Triumph TR2                  | Triumph 2.0L I4         | D      | 242    |
| 16              | S 750  | 63  | Ecurie Jeudy-Bonnet                 | Louis Cornet Robert Mougin                      | DB HBR                       | Panhard 0.7L Flat-2     | D      | 236    |
| 17              | S 1.5  | 64  | MG Cars Ltd.                        | Ted Lund Hans Waeffler                          | MG EX182                     | MG 1.5L I4              | D      | 234    |
| 18              | S 1.1  | 65  | Gonzague Olivier                    | Gonzague Olivier Josef Jeser                    | Porsche 550/4 Spyder         | Porsche 1.1L Flat-4     | D      | 234    |
| 19              | S 2.0  | 68  | Standard Triumph Motor Company Ltd. | Leslie Brooke Mortimer Morris-Goodall           | Triumph TR2                  | Triumph 2.0L I4         | D      | 214    |
| 20              | S 750  | 59  | Ecurie Jeudy-Bonnet                 | Georges Trouis Louis Héry                       | DB HBR                       | Panhard 0.7L Flat-2     | D      | 209    |
| 21              | S 1.1  | 47  | Cooper Car Company                  | Edgar Wadsworth John Brown                      | Cooper T39                   | Coventry Climax 1.1L I4 | D      | 207    |
| Disqualifiziert |        |     |                                     |                                                 |                              |                         |        |        |
| 22              | S 1.1  | 48  | Lotus Engineering                   | Colin Chapman Ron Flockhart                     | Lotus Mk9                    | Coventry Climax 1.1L I4 | D      | 99     |
| Ausgefallen     |        |     |                                     |                                                 |                              |                         |        |        |
| 23              | S 3.0  | 16  | Officine Alfieri Maserati           | Luigi Musso Luigi Valenzano                     | Maserati 300S                | Maserati 3.0L I6        | P      | 239    |
| 24              | S 3.0  | 22  | Briggs Cunningham                   | Briggs Cunningham Sherwood Johnston             | Cunningham C6-R              | Offenhauser 2.9L I4     | F      | 196    |
| 25              | S 5.0  | 7   | Jaguar Cars Ltd.                    | Tony Rolt Duncan Hamilton                       | Jaguar D-Type                | Jaguar 3.4L I6          | D      | 186    |
| 26              | S 750  | 52  | Société Monopole                    | Pierre Hémard Pierre Flahault                   | Monopole X88                 | Panhard 0.7L Flat-2     | D      | 145    |
| 27              | S 2.0  | 30  | Automobiles Gordini                 | Jacques Pollet Hernando da Silva Ramos          | Gordini T15S                 | Gordini 2.0L I8         | E      | 145    |
| 28              | S 750  | 60  | Automobili Stanguellini             | René Philippe Faure Pierre Duval                | Stanguellini 750 Bialbero    | Fiat 0.7L I4            | D      | 136    |
| 29              | S 3.0  | 19  | Daimler-Benz A.G.                   | Juan Manuel Fangio Stirling Moss                | Mercedes-Benz 300 SLR        | Mercedes-Benz 3.0L I8   | C      | 134    |
| 30              | S 3.0  | 21  | Daimler-Benz A.G.                   | Karl Kling André Simon                          | Mercedes-Benz 300 SLR        | Mercedes-Benz 3.0L I8   | C      | 130    |
| 31              | S1.1   | 51  | Automobiles Panhard et Levassor     | René Cotton André Beaulieux                     | Panhard VM5                  | Panhard 0.9L Flat-2     | D      | 108    |
| 32              | S 5.0  | 5   | Scuderia Ferrari                    | Maurice Trintignant Harry Schell                | Ferrari 121LM                | Ferrari 4.4L I6         | E      | 107    |
| 33              | S 5.0  | 8   | Jaguar Cars Ltd.                    | Don Beauman Norman Dewis                        | Jaguar D-Type                | Jaguar 3.4L I6          | D      | 106    |
| 34              | S 3.0  | 24  | Aston Martin Ltd.                   | Roy Salvadori Peter Walker                      | Aston Martin DB3S            | Aston Martin 2.9L I6    | A      | 105    |
| 35              | S 3.0  | 12  | Pierre Louis-Dreyfus                | Pierre Louis-Dreyfus Jean Lucas                 | Ferrari 750 Monza            | Ferrari 3.0L I4         | D      | 104    |
| 36              | S 750  | 58  | Ecurie Jeudy-Bonnet                 | Paul Armagnac Gérard Laureau                    | DB HBR                       | Panhard 0.7L Flat-2     | D      | 101    |
| 37              | S 1.1  | 50  | Automobiles Panhard et Levassor     | Pierre Chancel Robert Chancel                   | Panhard VM5                  | Panhard 0.9L Flat-2     | D      | 94     |
| 38              | S 2.0  | 31  | Officine Alfieri Maserati           | Carlo Tomasi Francesco Giardini                 | Maserati 200S                | Maserati 2.0L I4        | P      | 96     |
| 39              | S 5.0  | 1   | Aston Martin Lagonda Ltd.           | Reginald Parnell Dennis Poore                   | Lagonda DP166                | Lagonda 4.5L V12        | A      | 93     |
| 40              | S 3.0  | 25  | Aston Martin Ltd.                   | Tony Brooks John Riseley-Prichard               | Aston Martin DB3S            | Aston Martin 2.9L I6    | A      | 83     |
| 41              | S 3.0  | 27  | Jean-Paul Colas                     | Jean-Paul Colas Jacques Dewez                   | Salmson 2300S Spyder         | Salmson 2.3L I4         | D      | 82     |
| 42              | S 5.0  | 3   | Scuderia Ferrari                    | Umberto Maglioli Phil Hill                      | Ferrari 121LM                | Ferrari 4.4L I6         | E      | 76     |
| 43              | S 1.5  | 38  | Walter Ringgenberg                  | Walter Ringgenberg Hans-Jörg Gilomen            | Porsche 550/4 Spyder         | Porsche 1.5L Flat-4     | D      | 65     |
| 44              | S 1.5  | 43  | Connaught Engineering               | Kenneth McAlpine Eric Thompson                  | Connaught AL/SR              | Lea-Francis 1.5L I4     | D      | 60     |
| 45              | S 2.0  | 69  | Alexandre Constantin                | Jacques Savoye Jacques Poch                     | Constantin C Barquette       | Peugeot 2.0L I4         | D      | 52     |
| 46              | S 5.0  | 4   | Scuderia Ferrari                    | Eugenio Castellotti Paolo Marzotto              | Ferrari 121LM                | Ferrari 4.4L I6         | E      | 52     |
| 47              | S 1.1  | 46  | Kieft Cars Ltd.                     | Alan Rippon Ray Merrick                         | Kieft 1100                   | Coventry Climax 1.1L I4 | D      | 47     |
| 48              | S 750  | 57  | Ecurie Jeudy-Bonnet                 | René Bonnet Claude Storez                       | DB HBR                       | Panhard 0.7L Flat-2     | D      | 44     |
| 49              | S 5.0  | 9   | Briggs Cunningham                   | Bill Spear Phil Walters                         | Jaguar D-Type                | Jaguar 3.4L I6          | D      | 43     |
| 50              | S 5.0  | 11  | Cooper Car Company                  | Peter Whitehead Graham Whitehead                | Cooper T38                   | Jaguar 3.4L I6          | D      | 38     |
| 51              | S 3.0  | 20  | Daimler-Benz A.G.                   | Pierre Levegh John Fitch                        | Mercedes-Benz 300 SLR        | Mercedes-Benz 3.0L I8   | C      | 34     |
| 52              | S 2.0  | 36  | Automobiles Frazer Nash Ltd.        | Cecil Vard Dick Odlum                           | Frazer Nash Sebring          | Bristol 2.0L I6         | D      | 33     |
| 53              | S 750  | 53  | Société Monopole                    | Francis Navarro Jean de Montrémy                | Monopole X88 Sport           | Panhard 0.7L Flat-2     | D      | 30     |
| 54              | S 3.0  | 26  | Lance Macklin                       | Lance Macklin Les Leston                        | Austin-Healey 100S           | BMC 2.7L I4             | D      | 28     |
| 55              | S 1.5  | 42  | MG Cars Ltd.                        | Dick Jacobs Joe Flynn                           | MG EX182                     | MG 1.5L I4              | D      | 27     |
| 56              | S 750  | 56  | Automobiles VP                      | Yves Giraud-Cabantous Yves Lesur                | VP 166R                      | Renault 0.7L I4         | D      | 26     |
| 57              | S 3.0  | 15  | Officine Alfieri Maserati           | Roberto Mieres Cesare Perdisa                   | Maserati 300S                | Maserati 3.0L I6        | P      | 24     |
| 58              | S 3.0  | 14  | Michel Poberejsky                   | Michel Poberejsky Masten Gregory                | Ferrari 750 Monza            | Ferrari 3.0L I4         | D      | 23     |
| 59              | S 750  | 61  | Nardi Automobili                    | Mario Damonte Roger Crovetto                    | Nardi Bisiluro               | Giannini 0.7L I4        | D      | 5      |
| 60              | S 1.5  | 39  | Kieft Cars Ltd.                     | Berwyn Baxter John Deeley                       | Kieft LDA5                   | Coventry Climax 1.5L I4 | D      | 4      |
| Nicht gestartet |        |     |                                     |                                                 |                              |                         |        |        |
| 61              | S 5.0  | 2   | Ecurie Rosier                       | Louis Rosier Georges Grignard                   | Talbot Lago Sport            |                         |        | 1      |
| 62              | S 3.0  | 17  | Automobiles Gordini                 | Élie Bayol Robert Manzon                        | Gordini T24S                 | Gordini 2.0L I8         | E      | 2      |
| 63              | S 750  | 54  | Moretti Automobili                  | Lino Fayen Herman Rogenry                       | Moretti 750 Grand Sport      | Moretti 0.7L I4         | K      | 3      |
| 64              | S 750  | 55  | Moretti Automobili                  | Giorgio Ubezzi Mesnest Bellanger                | Moretti 750 Grand Sport      | Moretti 0.7L I4         | K      | 4      |
| 65              | S 1.1  | 45  | Arnott Sports                       | Jim Russell Peter Taylor                        | Arnott Sports                | Coventry Climax 1.1L I4 |        | 5      |
| Reserve         |        |     |                                     |                                                 |                              |                         |        |        |
| 66              | S 750  | 70  | Pierre Ferry                        | Jacques Blanche Louis Pons                      | Ferry F750                   | Renault 0.7L I4         | M      | 6      |
| 67              | S 750  | 72  | Automobiles VP                      | Jean-Marie Dumazer André Hechard Jerome Pourond | VP 155R                      | Renault 0.7L I4         |        | 7      |
| 68              | S 750  | 73  | Ecurie Rosier                       | Louis Rosier Jean-Louis Rosier Jean Estager     | Renault 4CV 1063             | Renault 0.7L I4         |        | 8      |

1 Unfall im Training
2 Unfall im Training
3 zu spät am Start erschienen
4 Motorschaden im Training
5 Unfall im Training
6 Reserve
7 Reserve
8 Reserve

### Nur in der Meldeliste
Hier finden sich Teams, Fahrer und Fahrzeuge die ursprünglich für das Rennen gemeldet waren, aber aus den unterschiedlichsten Gründen daran nicht teilnahmen.
| Pos. | Klasse | Nr. | Team                            | Fahrer                                 | Chassis            | Motor                   | Reifen |
| ---- | ------ | --- | ------------------------------- | -------------------------------------- | ------------------ | ----------------------- | ------ |
| 69   | S 5.0  | 2   | Aston Martin Lagonda Ltd.       |                                        | Lagonda DP116      | Lagonda 4.5L V12        |        |
| 70   | S 3.0  | 18  | Automobiles Gordini             | Jacques Pollet Hernando da Silva Ramos | Gordini T32S       | Gordini 3.0L V8         |        |
| 71   | S 1.5  | 44  | Officine Alfieri Maserati       |                                        | Maserati 150S      | Maserati 1.5L I4        |        |
| 72   | S 1.5  | 71  | Officine Alfieri Maserati       |                                        | Maserati 150S      | Maserati 1.5L I4        |        |
| 73   | S 1.1  | 47  | Jacques Péron                   | Jacques Péron                          | OSCA MT-4          | OSCA 1.1L I4            |        |
| 74   | S 5.0  | 67  | Henri Peignaux                  | Henri Peignaux Jean-Marie Brussin      | Jaguar D-Type      | Jaguar 3.4L I6          |        |
| 75   | S 3.0  | 68  | Yves Giraud-Cabantous           | Yves Giraud-Cabantous                  | Ferrari 750 Monza  | Ferrari 3.0L I4         |        |
| 76   | S 1.1  |     | OSCA Automobili                 |                                        | OSCA MT-4          | OSCA 1.1L I4            |        |
| 77   | S 1.1  |     | OSCA Automobili                 |                                        | OSCA MT-4          | OSCA 1.1L I4            |        |
| 78   | S 1.1  |     | OSCA Automobili                 |                                        | OSCA MT-4          | OSCA 1.1L I4            |        |
| 79   | S 750  |     | Moretti Automobili              |                                        | Moretti 750S       | Moretti 0.7L I4         |        |
| 80   | S 750  |     | Nardi Automobili                |                                        | Nardi 750LM        | Crosley 0.7L I4         |        |
| 81   | S 750  |     | Automobiles Panhard et Levassor |                                        | Panhard X88        | Panhard 0.7L Flat-2     |        |
| 82   | S 750  |     | Automobiles Panhard et Levassor |                                        | Panhard X88        | Panhard 0.7L Flat-2     |        |
| 83   | S 1.1  |     | Lotus Engineering               |                                        | Lotus Mk9          | Coventry Climax 1.1L I4 |        |
| 83   | S 2.0  |     | Charles de Clareur              |                                        | Gordini T20S       |                         |        |
| 84   | S 1.5  |     | Porsche KG                      |                                        | Porsche 550 Spyder | Porsche 1.5L Flat-4     |        |

### Biennale-Cup-Rudge-Withworth
| Pos. | Nr. | Fahrer                                  | Chassis                      | Koeffizient | Platzierung im Gesamtklassement |
| ---- | --- | --------------------------------------- | ---------------------------- | ----------- | ------------------------------- |
| 1    | 37  | Helmut Polensky Richard von Frankenberg | Porsche 550/4 RS 1500 Spyder | 3.829,730   | Rang 4                          |
| 2    | 62  | Helm Glöckler Jaroslav Juhan            | Porsche 550/4 RS 1500 Spyder | 3.679,670   | Rang 6                          |
| 3    | 33  | Mike Keen Tommy Line                    | Bristol 450C Open            | 3.641,380   | Rang 8                          |

### Index of Performance
| Pos. | Nr. | Fahrer                                  | Chassis                      | Koeffizient | Platzierung im Gesamtklassement |
| ---- | --- | --------------------------------------- | ---------------------------- | ----------- | ------------------------------- |
| 1    | 37  | Helmut Polensky Richard von Frankenberg | Porsche 550/4 RS 1500 Spyder | 1.24100     | Rang 4                          |
| 2    | 6   | Mike Hawthorn Ivor Bueb                 | Jaguar D-Type                | 1.23200     | Gesamtsieg                      |
| 3    | 23  | Peter Collins Paul Frère                | Aston Martin DB3S            | 1.22800     | Rang 2                          |
| 4    | 66  | Wolfgang Seidel Olivier Gendebien       | Porsche 550/4 RS 1500 Spyder | 1.20400     | Rang 5                          |
| 5    | 62  | Helm Glöckler Jaroslav Juhan            | Porsche 550/4 RS 1500 Spyder | 1.19300     | Rang 6                          |
| 6    | 10  | Johnny Claes Jacques Swaters            | Jaguar D-Type                | 1.18800     | Rang 3                          |
| 7    | 63  | Louis Cornet Robert Mougin              | DB HBR                       | 1.17900     | Rang 16                         |
| 8    | 34  | Peter Wilson Jim Mayers                 | Bristol 450C Open            | 1.13900     | Rang 7                          |
| 9    | 33  | Mike Keen Tommy Line                    | Bristol 450C Open            | 1.13100     | Rang 8                          |
| 10   | 49  | Auguste Veuillet Zora Arkus-Duntov      | Porsche 550/4 Spyder         | 1.12800     | Rang 13                         |
| 11   | 40  | Giulio Cabianca Roberto Sgorbati        | OSCA MT-4 1500               | 1.11900     | Rang 11                         |
| 12   | 35  | Marcel Becquart Richard Stoop           | Frazer Nash Sebring          | 1.09700     | Rang 10                         |
| 13   | 41  | Ken Miles Johnny Lockett                | MG EX182                     | 1.08800     | Rang 12                         |
| 14   | 59  | Georges Trouis Louis Héry               | DB HBR                       | 1.04400     | Rang 20                         |
| 15   | 64  | Ted Lund Hans Waeffler                  | MG EX182                     | 1.02400     | Rang 17                         |
| 16   | 65  | Gonzague Olivier Josef Jeser            | Porsche 550/4 Spyder         | 1.02300     | Rang 18                         |
| 17=  | 28  | Robert Dickson Ninian Sanderson         | Triumph TR2                  | 1.02000     | Rang 14                         |
| 17=  | 29  | Ken Richardson Bert Hadley              | Triumph TR2                  | 1.02000     | Rang 15                         |
| 19   | 32  | Tommy Wisdom Jack Fairman               | Bristol 450C Open            | 1.00000     | Rang 9                          |

### Klassensieger
| Klasse               | Fahrer                  | Fahrer            | Fahrzeug                     | Platzierung im Gesamtklassement |
| -------------------- | ----------------------- | ----------------- | ---------------------------- | ------------------------------- |
| Index of Performance | Richard von Frankenberg | Helmut Polensky   | Porsche 550/4 RS 1500 Spyder | Rang 4                          |
| 21. Biennale Cup     | Richard von Frankenberg | Helmut Polensky   | Porsche 550/4 RS 1500 Spyder | Rang 4                          |
| 3001–5000 cm³        | Mike Hawthorn           | Ivor Bueb         | Jaguar D-Type                | Gesamtsieg                      |
| 2001–3000 cm³        | Peter Collins           | Paul Frère        | Aston Martin DB3S            | Rang 2                          |
| 1501–2000 cm³        | Peter S. Wilson         | Jim Mayers        | Bristol 450C Open            | Rang 7                          |
| 1101–1500 cm³        | Richard von Frankenberg | Helmut Polensky   | Porsche 559/4 RS 1500 Spyder | Rang 4                          |
| 751–1100 cm³         | Auguste Veuillet        | Zora Arkus-Duntov | Porsche 550/4 Spyder         | Rang 13                         |
| 501–750 cm³          | Louis Cornet            | Robert Mougin     | DB HBR                       | Rang 16                         |

### Renndaten
- Gemeldet: 84
- Gestartet: 60
- Gewertet: 21
- Rennklassen: 8
- Zuschauer: 250.000
- Ehrenstarter des Rennens: Count Maggi, Präsident des Organisationskomitee der Mille Miglia
- Wetter am Rennwochenende: warm, Regen am Sonntag
- Streckenlänge: 13,492 km
- Fahrzeit des Siegerteams: 24:00:00,000 Stunden
- Gesamtrunden des Siegerteams: 307
- Gesamtdistanz des Siegerteams: 4135,380 km
- Siegerschnitt: 172,308 km/h
- Pole-Position: unbekannt
- Schnellste Rennrunde: Mike Hawthorn – Jaguar D-Type (#6) – 4:06,600 = 196,963 km/h
- Rennserie: 4. Lauf zur Sportwagen-Weltmeisterschaft 1955